# Capnobotes imperfectus
Capnobotes imperfectus är en insektsart som beskrevs av Rehn, J.A.G. 1900. Capnobotes imperfectus ingår i släktet Capnobotes och familjen vårtbitare. Inga underarter finns listade i Catalogue of Life.